# Vattappara
Vattappara es una ciudad censal situada en el distrito de Thiruvananthapuram en el estado de Kerala (India). Su población es de 27140 habitantes (2011). Se encuentra a 16 km de Thiruvananthapuram y a 62 km de Kollam.

## Demografía
Según el censo de 2011 la población de Vattappara era de 27140 habitantes, de los cuales 13080 eran hombres y 14060 eran mujeres. Vattappara tiene una tasa media de alfabetización del 93,71%, inferior a la media estatal del 94%: la alfabetización masculina es del 95,57%, y la alfabetización femenina del 92%.